# Fraxinet
Fraxinet, latin: Fraxinetum, arabiska: فرخشنيط eller فرخسة transkriberat Farakhshanīt respektive Farachsa och Jabal al-Qilâl, var platsen för en befästning etablerad av saracenska pirater mellan åren 889 och 975 vid nuvarande La Garde-Freinet nära St Tropez i Provence i södra Frankrike. Berget Massif des Maures, ungefär morernas bergsrygg, har fått sitt namn från Fraxinets saracener.

## Etymologi
Fraxinetum betyder askskog på latin och det arabiska namnet Jabal al-Qilâl betyder ungefär de många topparnas berg.

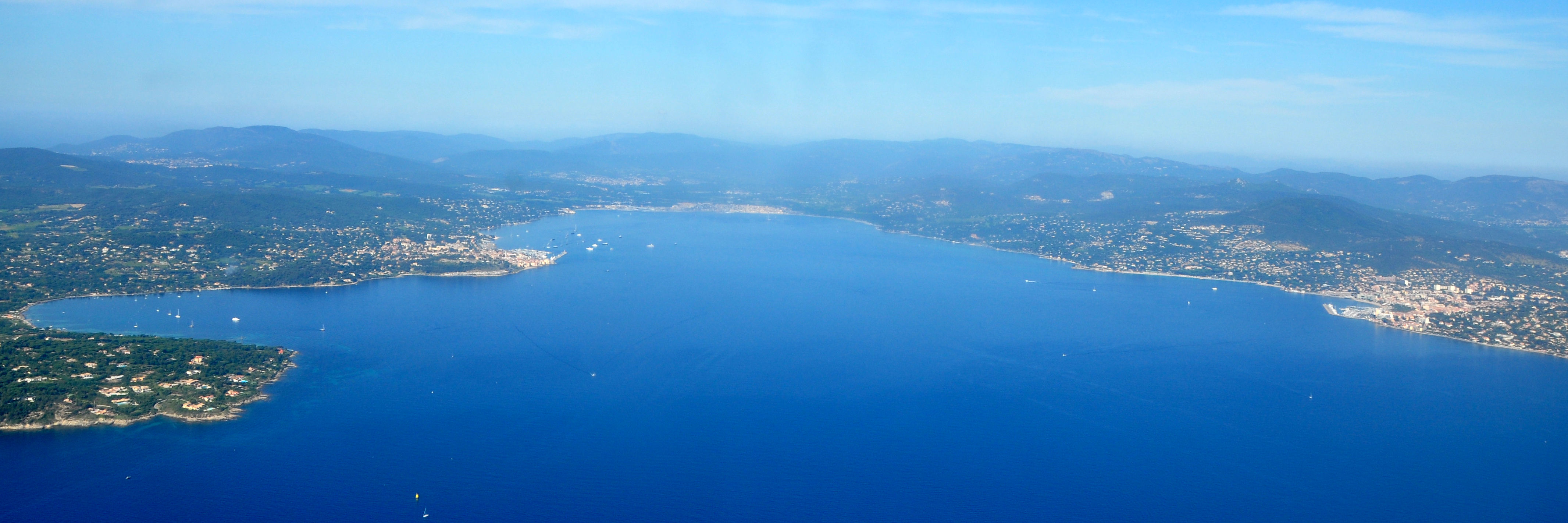
Fraxinet

Regionen runt Fraxinet avbildas av okänd anledning på samtida arabiska kartor som en ö. 

## Historia
Cirka år 889 ankrade ett fartyg med tjugo berbiska äventyrare i St Tropez-viken. De hade avseglat från Pechina nära Almería i det som då hette Al-Andalus, nuvarande Andalusien i Spanien. De kallades för muladi, vilket kan betyda före detta slavar som talade både latin och arabiska. Muladi anses dock vara etymologiskt kopplat både till mulatt och morer och var också en allmän benämning på personer från Andalusien.
Saracenerna tog kontrollen över ett område som omfattade St Tropez-viken och landet innanför samt Ramatuelle och dess halvö. Krönikeskrivaren Ibn Hawqal skriver att området snabbt kultiverades av de muslimska inflyttarna. De har senare fått äran för flera framsteg inom både fiskerinäringen och jordbruket i regionen. Skeppsvrak i närområdet visar att Fraxinet förmodligen varit ett centrum för såväl handel som piratverksamhet.
Samtida kristna källor, i synnerhet Liutprand av Cremona, framställer saracenerna ensidigt som stråtrövare. Klart är att de utövade sjöröveri och att de från sin bas gjorde räder så långt bort som i Piemonte i norra Italien och kontrollerade de södra passen i alperna mellan Frankrike och Italien.
De gjorde räder inåt land för att tillfångata slavar de kunde sälja i Maghreb; deras etablering längs kusten underlättades av befolkningens flykt på grund av rädslan att tas som slavar, och frankerna misslyckades med att säkra den franska medelhavskusten; de erövrade även Balearerna 903, och attackerade hela Medelhavet och Sicilien från sin bas. Saracenerna i Fraxinet sålde europeiska slavar till Arabvärlden.
Kung Hugo av Italien attackerade Fraxinet tillsammans med delar ur en bysantinsk flotta år 931. De saracenska skeppen övermannades med grekisk eld medan kung Hugos trupper anföll staden. Kung Hugo tillät dock och understödde de fraxenitska saracenerna tio år senare under hans strider med Berengar av Ivrea.
 Otto den store förutsatte att den umayyadiska kalifen av Córdoba Abd ar-Rahman III styrde över Fraxinet. Han skickade därför diplomaten John av Gorze till kalifen år 953 för att få honom förmå de saracenska piraterna att upphöra med sin verksamhet. John av Gorze blev kvar i två år och kalifen svarade med att också han skicka diplomatiska sändebud. Det är däremot mycket tveksamt om saracenerna i Fraxenit ansåg sig lyda under kalifatet.

## Slutet
År 973 intog saracenerna från Fraxinet ett av klostren som tillhörde Cluny och höll munkarna som gisslan mot en lösensumma. Lösensumman betalades ut och munkarna släpptes. Dessa tryckte då på för att göra sig av med saracenerna en gång för alla. De lyckades ena feodalherrarna i en gemensam kampanj under Guillaume I av Provence. Hans taktik var enkel och lyckosam. Han slog till hårt mot hjärtat av de saracenstyrda delarna av Provence och saracenerna gick ut för att möta motståndarna i alperna. Guillaume I av Provence besegrade saracenerna i sex på varandra följande slag i Embrun, Gap, Riez, Ampus, och Cabasse. I det sjätte slaget, slaget vid Tourtour, besegrades saracenerna slutgiltigt, och Fraxinet kunde erövras efter en kortare belägring. Fraxinet totalförstördes och saracenerna slogs ihjäl och förvisades, även om några få grupperingar kunde gömma sig i bergen och leva som laglösa.